# TOLIMAN
Космічний телескоп TOLIMAN (з англ. Telescope for Orbit Locus Interferometric Monitoring of our Astronomical Neighbourhood - Телескоп для орбітального локусного інтерферометричного моніторингу нашого астрономічного сусідства) — це недорога концепція місії, спрямована на виявлення екзопланет за допомогою методу астрометрії та, зокрема, націлена на систему Альфа Центавра. TOLIMAN зосередиться на зірках в межах 10 парсек від Сонця. У місії візьмуть участь вчені Сіднейського університету, Sabre Astronautics в Австралії, Breakthrough Initiatives і Лабораторії реактивного руху NAS.
Конструктори відмовились від фокусування великої кількості світла від зорі в одній точці. Натомість вони отримають велику дифракційну пляму, зміни якої й будуть аналізувати. Вчені вважають, що таким чином можна помітити чи рух зорі у просторі буде відхилятися від прямолінійного через обертання зорі навколо спільного з її планетою центру мас. Вважається, що взаємодія із зорею-компаньйоном та плями на поверхні суттєвої похибки при цьому не дадуть. 
В 2023 році проєкт перебуває на другій фазі - дизайн і побудова апарата. Апарат буде побудований у форматі кубсата 16U болгарською аерокосмічною компанією Endurosat.